# Шуха
Шуха (Шуго, Шухо, Шиго, Шыго, Шегуо) — река в России, протекает по территории Крымского района Краснодарского края. В настоящее время впадает в Варнавинский Сбросной канал. Длина реки — 12 км, площадь водосборного бассейна — 27,1 км².
Название, по мнению Ковешникова, происходит от названия вершины Шигоуашх (адыг. Шыго Ӏуашъхъ — шыго — «плоский», ӏуашъхь — «курган»).

## Данные водного реестра
По данным государственного водного реестра России относится к Кубанскому бассейновому округу, водохозяйственный участок реки — Варнавинский Сбросной канал, речной подбассейн реки — подбассейн отсутствует. Речной бассейн реки — Кубань.
Код объекта в государственном водном реестре — 06020002012108100006191.